# 1988年夏季残疾人奥林匹克运动会西德代表团
1988年夏季残疾人奥林匹克运动会西德代表团是西德派出的1988年夏季残疾人奥林匹克运动会代表团。获得76枚金牌、65枚银牌和52枚铜牌。